# Brewster (Nova York)
Brewster és una vila del Comtat de Putnam (Nova York) dels Estats Units d'Amèrica.

## Demografia
Segons el Cens dels Estats Units del 2000 Brewster tenia 2.162 habitants, 840 habitatges, i 441 famílies. La densitat de població era de 1.739,1 habitants/km².
Dels 840 habitatges en un 26,5% hi vivien nens de menys de 18 anys, en un 33,9% hi vivien parelles casades, en un 11,9% dones solteres, i en un 47,4% no eren unitats familiars. En el 34,2% dels habitatges hi vivien persones soles el 10% de les quals corresponia a persones de 65 anys o més que vivien soles. El nombre mitjà de persones vivint en cada habitatge era de 2,52 i el nombre mitjà de persones que vivien en cada família era de 3,08.
Per edats la població es repartia de la següent manera: un 20,4% tenia menys de 18 anys, un 11,9% entre 18 i 24, un 41,4% entre 25 i 44, un 16,3% de 45 a 60 i un 10% 65 anys o més.
L'edat mediana era de 33 anys. Per cada 100 dones de 18 o més anys hi havia 128,4 homes.
La renda mediana per habitatge era de 42.750 $ i la renda mediana per família de 48.393 $. Els homes tenien una renda mediana de 28.793 $ mentre que les dones 28.929 $. La renda per capita de la població era de 21.865 $. Entorn del 9% de les famílies i el 14,5% de la població estaven per davall del llindar de pobresa.